# Pelechy
Pelechy è un comune della Repubblica Ceca facente parte del distretto di Domažlice, nella regione di Plzeň.